# Protopteryx
Protopteryx es un género extinto de ave, quizás perteneciente al clado Enantiornithes, del Cretácico de China. La especie tipo es P. fengningensis. Se conoce gracias al holotipo (IVPP V 11665), un esqueleto articulado casi completo, hallado en el Miembro Sichakou de la formación Huajiying de la provincia de Hebei, China y data de hace unos 131 millones de años.